# George Barcos
George Barcos (* 21. September 1946 in Bogotá) ist ein kolumbianischer Jazzgitarrist und Komponist.

## Leben und Wirken
Barcos wuchs zunächst in Kanada und in seiner Geburtsstadt auf; 1963 zog er nach Los Angeles, wo er weiter die Schule besuchte. Später hat er seine musikalische Ausbildung dort in Komposition (bei Rowan Taylor, Lionel Greenberg und Paul Glass) und in klassischer und Jazzgitarre (bei Howard Heitmeyer, Pat McCauley and George Van Eps) erhalten. 1970 kehrte er zunächst nach Kolumbien zurück, um seit 1974 in der Schweiz zu leben. 1975 und 1976 studierte er Komposition und Orchestrierung an der Musikakademie Basel (bei Gerald Bennet). Daneben arbeitete er als Gitarrist in mehreren lokalen Gruppen.
1976 gründete er ein Quartett zusammen mit dem Saxophonisten und Flötisten Jean-Luc Barbier, für das er den größten Teil des Repertoires schrieb und arrangierte; das Quartett tourte in der Schweiz und wurde auch von Radio Suisse Romande aufgenommen (auch auf Barbiers eigenem Album Donostia findet sich eine Komposition von Barcos). Seit 1977 unterrichtete er Gitarre im Jazz-Departement des Conservatoire Populaire de Musique in Genf; zudem leitete er die CPM Jazz Band der Schule von 1978 bis 1988. Seit 1980 unterrichtet er zudem Harmonie und Jazzgeschichte bei Sommerseminaren in Lateinamerika.
Weiterhin komponierte er seit 1979 für das Theater (insbesondere für das Théâtre du Grütli in Genf) und das Fernsehen. 1985 gründete er mit Daisy Auvray die Gruppe Guacango, die bis 1995 von der Trio- bis zur Nonettformation auftrat und in den Schweizer Jazzclubs und auf dem Jazz Festival Montreux und weiteren Festivals in der Schweiz und Frankreich auftrat. Später entstanden im Duo mit Daisy Auvray Barcos die Alben Pictures of Love (1999) und Souffle de vie (2001). 2009 begründete er sein Jazz Guitar Quartet. Daneben schrieb er Kammer- und Chormusik. Seine Musik ist geprägt von den Kulturen Süd- und Nordamerikas sowie Europas.